# Nowyj mir
Nowyj Mir (ros. Новый мир, tłum. nowy świat) – jeden z najstarszych rosyjskich miesięczników o profilu literacko-artystycznym, wydawany od 1925  roku w Moskwie z inicjatywy Anatolija Łunaczarskiego i Jurija Stiekłowa.

## Główni redaktorzy
- 1926–1931 – Wiaczesław Połoński
- 1931–1937 – Iwan Gronski
- 1937–1941 – Wladimir Stawski
- 1941–1946 – Wladimir Szczerbina
- 1946–1950, 1954–1958 – Konstantin Simonow
- 1950–1954, 1958–1970 – Aleksandr Twardowski
- 1970–1974 – Walerij Kosołapow
- 1974–1981 – Siergiej Narowczatow
- 1981–1986 – Władimir Karpow
- 1986–1998 – Siergiej Załygin
- od 1998 – Andriej Wasilewski

## Autorzy
W czasopiśmie „Nowyj Mir” utwory publikowali m.in.:

- Aleksandr Sołżenicyn (debiut opowiadaniem Jeden dzień Iwana Denisowicza, 1962, nr 11)
- Irina Griekowa (debiut opowiadaniem Za prochodnoj, 1962)
- Wasilij Grossman
- Aleksandr Bek
- Wiktor Niekrasow
- Władimir Dudincew
- Ilja Erenburg
- Gieorgij Władimow
- Władimir Łakszyn
- Władimir Wojnowicz
- Czingiz Ajtmatow
- Wasil Bykau
- Grigorij Pomeranc
- Wiktor Astafjew
- Siergiej Załygin
- Iosif Brodski
- Aleksanrd Kusznier
- Władimir Makanin
- Feliks Czujew
- Ludmiła Pietruszewska
- Andriej Wołos
- Dmitrij Bykow
- Julija Łatynina
- Jewgienij Popow
- Arkadij Babczenko
- Zachar Prilepin